# Craugastor galacticorhinus
Craugastor galacticorhinus é uma espécie de anfíbio anuro da família Craugastoridae. Está presente no México.